# Kalle Grünthal
Kalle Grünthal, estonski politik; * 24. februar 1960, Türi, Estonija.
Med letoma 2001 in 2004 je študiral pravo na Univerzi v Tartuju. Med tem je bil med letoma 2002 in 2005 član mestnega sveta Paide. Bil je član XIV. sklica Riigikoguja. Od leta 2017 je član Estonske konservativne ljudske stranke.